# Dual-use-product

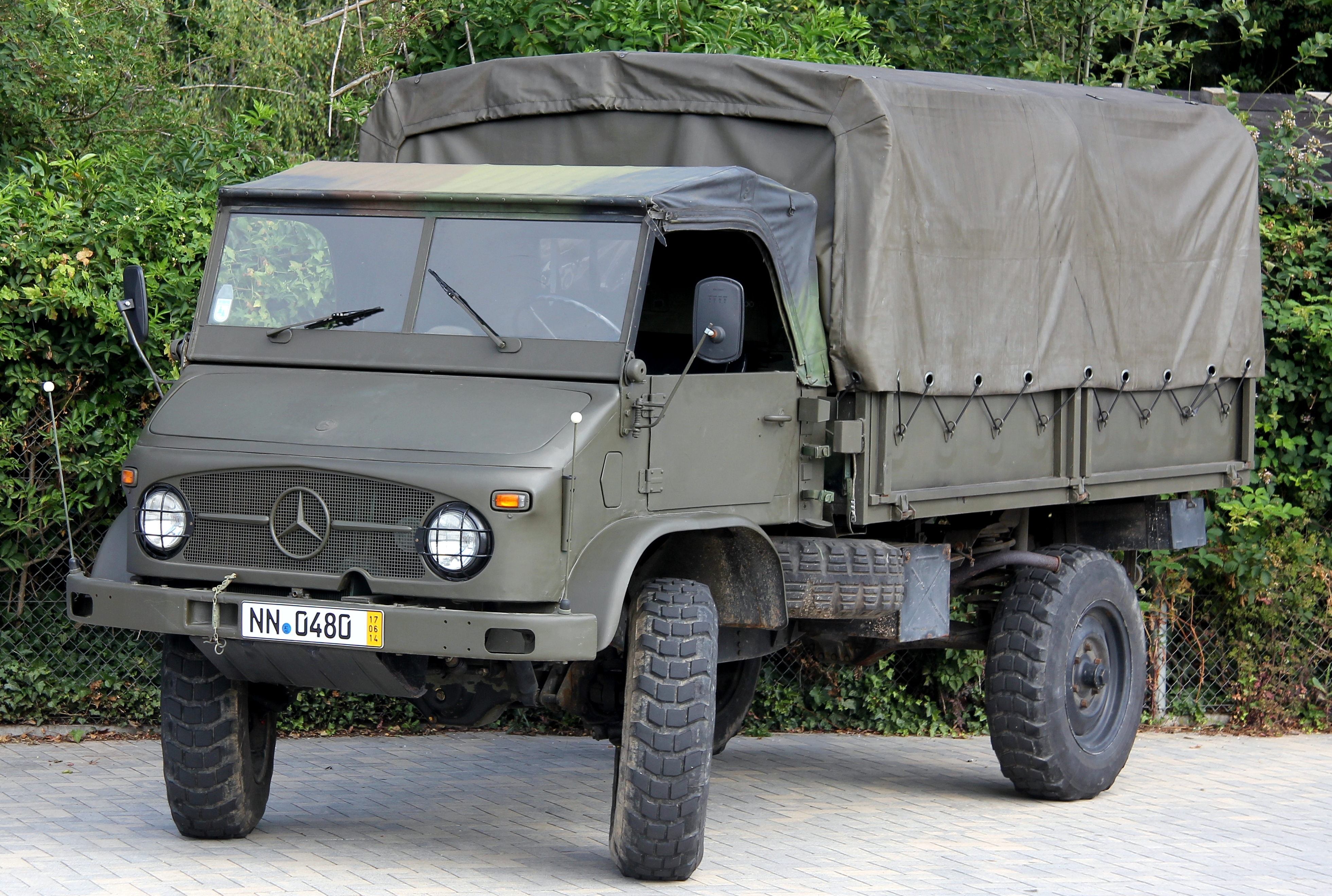
Unimog S 404 vrachtauto, zowel voor civiel als militair gebruik

Een dual-use-product is een goed, software of technologie dat kan worden gebruikt voor zowel civiele als militaire doeleinden. Het gaat onder andere om wapens of onderdelen voor de vervaardiging daarvan, dan wel technologie die daarin kan worden toegepast. 
Voorbeelden van dual-use-producten zijn nachtzichtapparatuur, militaire voertuigen, computerchips en bepaalde chemicaliën, biologisch of nucleair materiaal waarmee een chemisch of biologisch of nucleair wapen kan worden gemaakt.
Om misbruik tegen te gaan, is de export van dual-use-goederen  in de Europese Unie (net zoals buiten Europa) onderworpen aan strenge exportregels. Voor de uitvoer hiervan moet eerst een vergunning worden aangevraagd. Sinds september 2021 is er een nieuwe EU-verordening voor de export van dual-use-goederen van kracht. De verordening bevat een lijst van dual-use-goederen.
Dual-use moet niet worden verward met dual-purpose. Dat laatste is een meer algemene term voor een product dat meerdere functies kan vervullen, zoals dual-purpose fruit dat zowel rauw als gekookt kan worden gegeten, een huisdier dat zowel voor melk als voor vlees wordt gehouden, of een fiets die voor verschillende omstandigheden geschikt is.